# Кочетков, Алексей Николаевич
Алексей Николаевич Кочетков (18 февраля 1912, Москва — 20 января 1987, Рига, Латвия) — участник Гражданской войны в Испании, берлинского антифашистского подполья и французского Сопротивления.

## Биография

### В Берлинском подполье
Алексей Кочетков сражался в Испании на стороне республиканцев в 1936—1939 годах, затем находился два года в заключении во французских лагерях. В 1941 году вместе с другими заключёнными его вывезли на принудительную работу в Германию и распределили на трансформаторный завод фирмы AEG. Алексей организовал на заводе подпольную группу из рабочих-иностранцев и установил связь с подпольной организацией «Иннере фронт», от которой получал подпольную литературу для распространения. В подпольной организации «Иннере фронт» он был ответственным по работе среди иностранцев. Он устанавливал контакты с лагерями восточных рабочих, помогал создавать там лагерные комитеты и группы саботажа, написал два воззвания, которые распространили по лагерям.

### Во французском Сопротивлении
Во второй половине 1943 г. Алексей уехал в Париж, где он связался с Г. В. Шибановым, который предложил Алексею перейти на нелегальное положение и заняться разложением власовцев. Алексей стал одним из лидеров созданного 3 октября 1943 г. Союза русских патриотов (СРП). Он переезжал из города в город в департаментах Нор и Па-де-Кале, устанавливал связь с местными руководителями КПФ и МОИ, встречался со связными, передавал им инструкции и листовки, собирал отчёты, устанавливал связи с ещё неохваченными лагерями. В своих отчётах в ЦК КПФ он делал важные организационные выводы, многие из которых были воплощены в жизнь. Так, в рапорте от 12 ноября 1943 г., обратив внимание на потенциал «комиссара» (бежавшего из плена политрука Марка Яковлевича Слободинского), Алексей Кочетков предложил выдвинуть его на центральную руководящую должность. «Гастон Ларош» (Борис Матлин), руководитель русской секции МОИ, принял это предложение и Алексей, разыскав М. Я. Слободинского, привез его в Париж. Марк Яковлевич стал редактором газеты «Советский патриот» и секретарём Центрального комитета советских военнопленных (ЦКСВ), созданного в конце 1943 года в Париже. Алексей выполнял обязанности инструктора ЦКСВ.

### Использованная литература и источники
1. 1 2 3  Томин В., Грабовский С. По следам героев берлинского подполья. — М.: Политиздат, 1964. — 102 с.
2. ↑  Fieber Hans J., Keim Klaus, Mounajed René. Widerstand in Berlin gegen das NS-Regime 1933-1945. Ein biographisches Lexikon. — Berlin: Trafo Verlag, 2002. — Bd. 4. — S. 144. — ISBN 3896263544.
3. ↑  Fieber Hans J., Keim Klaus, Mounajed René. Widerstand in Berlin gegen das NS-Regime 1933-1945. Ein biographisches Lexikon. — Berlin: Trafo Verlag, 2005. — Bd. 12. — S. 76. — ISBN 3896263684.
4. 1 2 3 4 5  Шибанов Г.В. Красное знамя на улице Гренель // О чём не говорилось в сводках. Воспоминания участников движения сопротивления. — М.: Политическая литература, 1962. — С. 438—452.
5. 1 2 3  Laroche G. On les nommait des étrangers. Les immigrés dans la Résistance. — Paris, 1965.
6. ↑  Кривошеин И.А. Так нам велело сердце // Против общего врага. Советские люди во французском движении Сопротивления. — М.: Наука, 1972. — С. 260—291.
7. ↑  Ковалев М.В. Участие русской эмиграции во Франции в борьбе с фашизмом // Военно-исторические исследования в Поволжье: Межвузовский сборник научных трудов. — Саратов: Изд-во Саратовского государственного университета, 2006. — Вып. 7. — С. 300—312.
8. ↑  Рапорт Алексея Николаевича Кочеткова от 12 ноября 1943 г. // РГАСПИ ф. 553, оп. 1, д. 2, л. 33-36об.
9. ↑  Таскин В.К. С сознанием исполненного долга // Против общего врага. Советские люди во французском движении Сопротивления. — М.: Наука, 1972. — С. 192—210.
10. ↑  Нечаев В. Дорогой поиска // Иные берега. — М., 2013. — № 4. — С. 137—143.